# زمان به‌کار

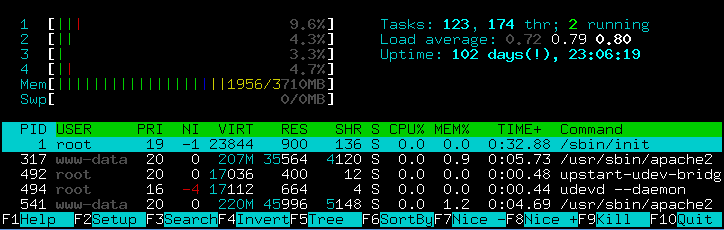
اچ‌تاپ یک علامت تعجب می‌افزاید هنگامی که زمان طولانی‌تر از ۱۰۰ روز باشد

زمانِ به‌کار اندازه‌گیری قابلیت اطمینان سیستم است، به عنوان درصد زمانی که یک ماشین، به‌طور معمول رایانه، کار کرده‌است و در دسترس است بیان می‌شود. زمانِ به‌کار برعکس زمان اکار است.
اغلب به عنوان معیاری از قابلیت اطمینان یا ثبات سیستم عامل رایانه استفاده می‌شود، به این ترتیب، این زمان نشانگر زمانی است که یک کامپیوتر بدون از کار افتادن بدون مراقبت می‌تواند باقی بماند، یا نیاز به راه اندازی مجدد برای اهداف اداری یا تعمیر و نگهداری داشته باشد.
در مقابل، بروزرسانی طولانی ممکن است نشانگر سهل انگاری باشد، زیرا برخی از به روزرسانی‌های مهم می‌توانند برای برخی از سیستم عامل‌ها به راه اندازی مجدد منجر شود.

## سوابق
در سال ۲۰۰۵، نوول یک سرور را با زمان بروزرسانی ۶ ساله گزارش داد. اگرچه ممکن است غیرمعمول به نظر برسد، این امر معمولاً زمانی معمول است که سرورها در یک زمینه صنعتی نگهداری شوند و میزبان برنامه‌های حیاتی مانند سیستم‌های بانکی باشند.
نت‌کرافت رکوردهای به روز شده را برای هزاران  میزبانی وب وب حفظ می‌کند.
گزارش شده‌است که سروری که Novell NetWare را اجرا می‌کند، پس از ۱۶ سال از زمانِ به‌کار به دلیل نبود وجود دیسک سخت خاموش شده‌است.